# Satanic Slaughter
Satanic Slaughter (v překladu znamená satanský vrah) byla švédská metalová kapela z Linköpingu. Zformovala se v roce 1985 pod názvem Evil Cunt, mezi zakládající členy patřili zpěvák Toxine, baskytarista Ztephan Dark, bubeník Mique a kytaristé Patrik Jensen (ex-Seance) a Richard Corpse. Hrála mix death metalu, black metalu a thrash metalu.
Debutní studiové album s názvem Satanic Slaughter vyšlo v roce 1995. Roku 1997 čtyři členové kapely založili skupinu Witchery. V roce 2006 Satanic Slaughter zanikli, celkem měli na kontě 4 studiová dlouhohrající alba.

## Diskografie

### Dema
- One Night in Hell (1988)

### Studiová alba
- Satanic Slaughter (1995)
- Land of the Unholy Souls (1996)
- Afterlife Kingdom (2000)
- Banished to the Underworld (2002)

### Kompilace
- The Early Years: Dawn of Darkness (2001)